# Melanocorypha
Melanocorypha là một chi chim trong họ Alaudidae.

## Các loài
- Sơn ca hai đốm, Melanocorypha bimaculata
- Sơn ca Calandra hay sơn ca thảo nguyên, Melanocorypha calandra
- Sơn ca đen, Melanocorypha yeltoniensis
- Sơn ca Tây Tạng, Melanocorypha maxima
- Sơn ca Mông Cổ hay chà chiện, Melanocorypha mongolica